# Io, l'altro
Io, l'altro è un film del 2006 diretto da Mohsen Melliti.